# قورباغه رنگارنگ
قورباغه رنگارنگ (نام علمی: Mantella baroni) نام یک گونه از سرده قورباغه‌های مانتلا است. زیستگاه این قورباغه جزیره ماداگاسکار است. با وجود اینکه این گونه از لحاظ بقاء و حفاظت جانوری توسط اتحادیه بین‌المللی حفاظت از طبیعت به دلیل پراکندگی زیستگاه در طبقه کمترین نگرانی قرار داده شده‌است اما تخریب زیستگاه این گونه را تهدید می‌نماید. معاهده چندجانبه برای حفاظت کردن از جانوران و گیاهان در معرض خطر قورباغه رنگارنگ را در لیست Appendix II قرار داده‌است.